# Hausbachfallklettersteig

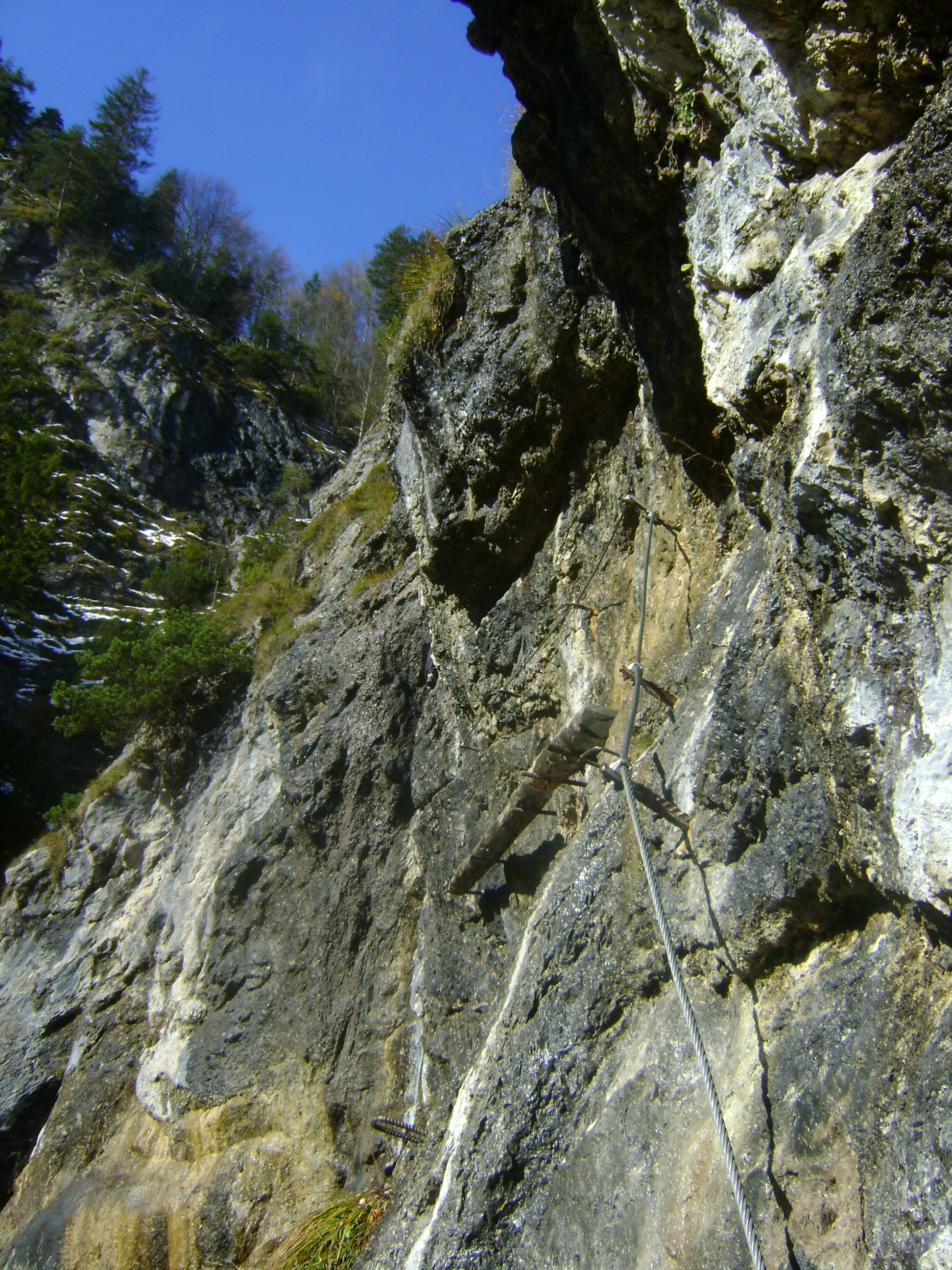
Hausbachfallklettersteig im Bereich der Holzbalken

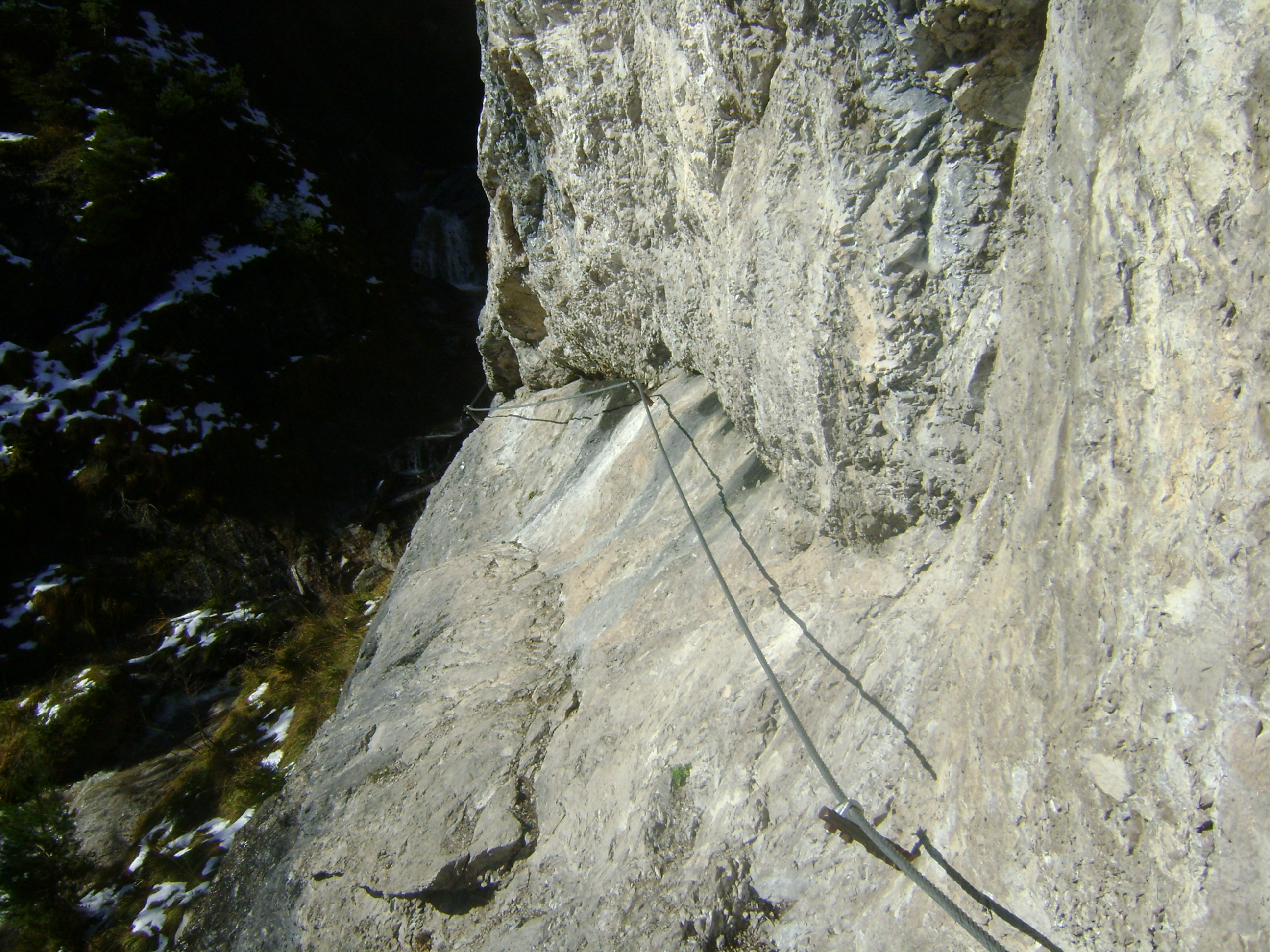
Steig im ersten Viertel

Der Hausbachfallklettersteig ist ein Klettersteig, der sich unmittelbar nördlich von Reit im Winkl in den Chiemgauer Alpen befindet. Trotz seiner eher geringen Länge und einer Kletterzeit von höchstens zwei Stunden wird er häufig genutzt. Der Schwierigkeitsgrad ist mit maximal „C“ (Schwierig), meistens aber mit „B“ (mäßig schwierig) kategorisiert. Der Steig befindet sich direkt in einer Klamm. Immer zur Linken verläuft der Hausbach. Vor allem der Wasserfall, der sich im oberen Teil befindet, schwillt bei Regen stark an. Der Wasseranstieg ist für Kletterer des Steigs nicht gefährlich, da er immer in sicherer Höhe verläuft.
Im Steig befindet sich eine Seilbrücke, bestehend aus drei Seilen. Außerdem befinden sich zwei Leitern am Anfang, Holzbalken weiter in der Mitte und eine Baumstammbrücke direkt am Ausstieg. Absteigen kann man über den benachbarten, auf der anderen Seite des Baches sich befindenden Steig. Vom Ausstieg aus kann der Kletterer noch optional in einer Stunde zum Hausberg (1080 m ü. NHN) wandern.

## Besonderheiten
Der Steig ist der einzige TÜV-geprüfte Steig. Bei Schneeschmelze kann der Steig stellenweise unter Wasser stehen. Ebenfalls tropft an einigen Stellen Wasser von oben.